# Casa di Lancaster
La Casa di Lancaster fu uno dei due rami cadetti della dinastia dei Plantageneti. 
Per estensione, Lancaster indica anche i sostenitori di tale casata, come in Francia gli Armagnacchi e Borgognoni.
I contrasti tra la casa dei Lancaster e la casa di York per la successione al trono del regno d'Inghilterra tra la seconda metà del XIV e il XV secolo diedero origine alla Guerra delle due rose, chiamata così dai loro rispettivi stemmi raffiguranti appunto delle rose.

## Storia

### Origini
La prima creazione del casato inglese dei Lancaster (il cui emblema era una rosa rossa bottonata d'argento e punteggiata di verde) fu con l'investitura a conte di Lancaster da parte di re Enrico III a favore del suo secondogenito Edmondo, nel 1267. 
Il titolo passò al nipote Enrico Plantageneto, che fu elevato a primo duca di Lancaster nel 1351, il quale però ebbe solo due figlie femmine.
La seconda creazione del titolo si ebbe con l'investitura da parte di re Edoardo III del suo quartogenito Giovanni, a duca di Lancaster nel 1362; Giovanni aveva precedentemente sposato Bianca di Lancaster, figlia di Enrico Plantageneto e quindi era genero del primo duca di Lancaster. Usualmente si indica come capostipite della casa di Lancaster Giovanni e non Edmondo, in quanto il primo duca di Lancaster non avrebbe potuto trasmettere il titolo per via femminile senza l'intervento del re.

### Contrasto

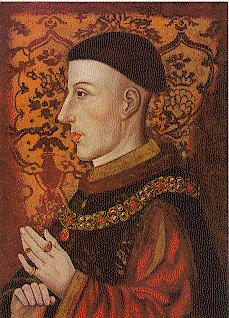
Enrico V Lancaster re d'Inghilterra fu un abilissimo stratega e ottenne grandi vittorie sui Francesi, come nella battaglia di Azincourt del 1415 (dipinto del XV sec.).

Con la morte del padre di Giovanni, Edoardo III Plantageneto, il trono passò al nipote Riccardo II (1367-1400), figlio di Edoardo di Woodstock (detto il Principe Nero), deceduto nel 1376. Enrico IV (1367-1413), figlio di Giovanni, rivendicando per sé il trono inglese, depose Riccardo II.
Tanto Enrico IV quanto suo figlio Enrico V (1387-1422) governarono in modo quasi assoluto: la corona ristabilì l'ordine interno e riscosse successi sul piano internazionale.
Enrico V, ricordato come un impavido guerriero, giunse a essere riconosciuto erede al trono francese (si era infatti nel pieno della Guerra dei cent'anni, scoppiata nel 1337, e che terminerà soltanto nel 1453). Il regno di Enrico VI (1421-1460), invece, fu molto meno saldo e sicuro: affetto da disturbi di schizofrenia, che lo portarono a un collasso psicofisico nell'agosto del 1454, venne spesso fortemente condizionato dalla moglie Margherita d'Angiò e dal duca di Suffolk.

### Guerra con gli York
Approfittando della demenza del sovrano, Riccardo Plantageneto, III duca di York (1411-1460), discendente di Lionello Plantageneto, I duca di Clarence, figlio di Edoardo III e di Edmondo Plantageneto, I duca di York e dunque pretendente al trono, con l'appoggio della grande nobiltà ottenne la luogotenenza del regno. Ciò gli valse la feroce ostilità dei lancasteriani e tra le due fazioni cominciarono le battaglie. Nel 1459 Riccardo fece prigioniero Enrico, facendosi riconoscere erede al trono, ma l'anno successivo fu ucciso in battaglia dalle truppe dei Lancaster. Edoardo IV (1442-1483), secondogenito di Riccardo, presa Londra, divenne re nel 1461.
Costui tuttavia aveva una grossa spina nel fianco: Enrico VI, seppur imprigionato nella Torre di Londra e incapace di intendere e di volere, era ancora vivo e costituiva un pericolosissimo punto di riferimento per i lancasteriani da una parte, e per Francesi e Scozzesi dall'altra, che avrebbero visto volentieri vacillare il trono inglese.
Nel 1471 Enrico fu rimesso sul trono, ma poco tempo dopo fu nuovamente rovesciato da Edoardo, che, per sbarazzarsi del problema, lo fece assassinare. Le lotte dinastiche si riaccesero nel 1483, alla morte di Edoardo, poiché gli eredi del re erano poco più che decenni. I principini furono affidati alle cure dello zio Riccardo, che, anziché proteggerli e istruirli, li fece incarcerare, dichiarandoli illegittimi, e facendosi incoronare col nome di Riccardo III (1452-1485).

### Fine della guerra e ascesa dei Tudor
La nobiltà inglese, e in particolare le casate dei Lancaster e degli York, uscirono decimate dal conflitto (alcune famiglie arrivarono quasi all'estinzione), che, come noto, fu concluso da Enrico VII Tudor (1457-1509). Costui, discendente da un ramo illegittimo dei Lancaster (l'unione tra Giovanni Plantageneto, I duca di Lancaster, e Katherine Swynford), fu tanto accorto da sposare la principessa Elisabetta di York (1466-1503), figlia di Edoardo IV, conciliando così i due potenti casati.
Poté allora procedere alla creazione di un apparato statale capace di reggere il passo con quello della Francia di Luigi XI. Stabilendo buoni rapporti con il Portogallo, i Paesi Bassi e la lega anseatica e inaugurando una politica di apertura nei confronti dei ceti borghesi, Enrico VII riuscì a rafforzare le basi economiche dello stato e a reinserire l'Inghilterra nei circuiti commerciali europei.
I suoi discendenti, che governeranno il Paese per 118 anni, porteranno il trono inglese a essere tra i più potenti, ricchi e influenti d'Europa.